# Aya (Vorname)
Aya ist ein weiblicher Vorname.

## Herkunft und Bedeutung
Der Name kommt aus dem Griechischen und bedeutet ‚Die Heilige‘.

## Namenstag
- 18. April; Aya von Mons, katholische Heilige aus dem 7. Jahrhundert

## Namensträgerinnen

### Aya
- Aya Cash (* 1982), US-amerikanische Schauspielerin
- Aya Domenig (* 1972), japanisch-schweizerische Filmemacherin und Ethnologin
- Aya Hatakawa (* 2004), deutsche Eiskunstläuferin
- Aya Hirano (* 1987), japanische Synchronsprecherin und J-Pop-Sängerin
- Aya Hisakawa (* 1968), japanische Synchronsprecherin und J-Pop-Sängerin
- Aya Kanno (* 1980),  japanische Manga-Zeichnerin
- Aya Korem (* 1980), israelische Pop- und Rockmusikerin, Sängerin and Songwriterin
- Aya Matsuura (* 1986), japanische J-Pop-Sängerin, Model und Schauspielerin
- Aya Nakahara (* 1973), japanische Manga-Zeichnerin
- Aya Nakamura (* 1995),  malisch-französische Contemporary-R&B-Sängerin
- Aya Ōhori (* 1996), japanische Badmintonspielerin
- Aya Sameshima (* 1987), japanische Fußballspielerin
- Aya Shimokozuru (* 1982), japanische Fußballspielerin
- Aya Sugimoto (* 1968), japanische Sängerin, Model, Schauspielerin und Tänzerin
- Aya Ueto (* 1985),  japanische Musikerin, Schauspielerin
- Aya Umemura (* 1976), japanische Tischtennisspielerin
- Aya Yoshida (* 1971), japanische Organistin und Kirchenmusikerin

### Ayah
- Ayah Bdeir (* 1982), kanadische ingenieurin, Unternehmerin und Künstlerin

## Bekannte Figuren
- Aya und die Hexe